# Frank Jelinski
Frank Jelinski (ur. 23 maja 1958 roku w Bad Münder am Deister) – niemiecki kierowca wyścigowy.

## Kariera
Jelinski rozpoczął międzynarodową karierę w wyścigach samochodowych w 1978 roku od startów w Niemieckiej Formule 3. Z dorobkiem 26 punktów uplasował się tam na dziesiątej pozycji w klasyfikacji generalnej. W późniejszych latach pojawiał się także w stawce Europejskiej Formuły Super Vee, Europejskiej Formuły 3, Canon NP Copiers F3 Race, FIA World Endurance Championship, Renault 5 Turbo Eurocup, European Endurance Championship, Deutsche Rennsport Meisterschaft, Europejskiej Formuły 2, Deutsche Tourenwagen Masters, Renault Alpine V6 Europe, IMSA Camel GTP Championship, Supercup, All Japan Sports-Prototype Championship, World Sports-Prototype Championship, All Japan Sports Prototype Car Endurance Championship, World Touring Car Championship, IMSA Camel Lights, European Touring Car Championship, 24-godzinnego wyścigu Le Mans, Sportscar World Championship, Sports Racing World Cup oraz 24h Nürburgring.
W Europejskiej Formule 2 Niemiec startował w latach 1982-1983. W pierwszym sezonie startów w ciągu trzynastu wyścigów, w których wystartował, uzbierał łącznie siedem punktów. Dało mu to dwunaste miejsce w klasyfikacji generalnej. Rok później Jelinski zakończył sezon z dorobkiem jednego punktu. Został sklasyfikowany na dwudziestej pozycji w końcowej klasyfikacji kierowców.